# 姜奉玉
姜 奉玉（カン・ボンオク、朝鮮語: 강봉옥、1902年3月19日 - 没年不詳）は、大韓民国の政治家。第3代韓国国会議員。

## 経歴
慶尚南道河東郡金南里露梁里出身。晋州公立農業学校（現・慶南科学技術大学校）中退（または卒業）。河東金融組合評議員、河東漁業組合長、金南面長、国民会金南面支部長、自由党河東郡党副委員長、金南面水利組合長などを務めた。

## 活動
1954年7月、朝鮮戦争の際に亡くなった河東郡出身の陸軍軍人と青年機動隊員計334人のための石塔である金頂寺英霊塔の建設を、同地域出身の他の国会議員および金頂寺の信徒とともに推進した。